# Wassili Pawlowitsch Iljenkow
Wassili Pawlowitsch Iljenkow (russisch Василий Павлович Ильенков; wiss. Transliteration Vasilij Pavlovič Il'enkov; geboren am 15. Märzjul. / 27. März 1897greg. in Schilowo-Uspenskoje, Gouvernement Smolensk; gestorben am 15. Januar 1967 in Moskau) war ein russisch-sowjetischer Schriftsteller. Er ist Verfasser proletarisch-revolutionärer Romane des Sozialistischen Realismus. Für seinen 1949 erschienenen Roman Der große Weg. (Большая дорога) erhielt er 1950 den Stalinpreis.

## Leben und Wirken
Wassili Iljenkow studierte zunächst Geschichte und Philosophie. Bis zum Beginn seiner literarischen Tätigkeit war er auf dem Gebiet der Volksbildung in Smolensk und Brjansk tätig. Im Jahr 1931 veröffentlichte er den Roman Die Triebachse (Weduschtschaja os / Ведущая ось / Veduščaja os'), welcher sich dem ersten Fünfjahresplan Stalins zum Aufbau des Sozialismus und seiner Durchführung in einer Lokomotivfabrik widmet. Maxim Gorki kritisierte das Werk aufgrund von künstlerischen Unzulänglichkeiten. Während des Krieges wurde er als Journalist bekannt. Während dieser Zeit war er Korrespondent der Militärzeitung Krasnaja Swesda.
Er wird unter den Autoren bzw. Redakteuren des Schwarzbuchs aufgeführt.
Er ist Vater des marxistischen Philosophen Ewald Wassiljewitsch Iljenkow (1924–1979). Wassili Pawlowitsch Iljenkow und sein Sohn sind zusammen auf dem Nowodewitschi-Friedhof in Moskau begraben.

## Werke (Auswahl)
- Rodnoi dom. (Das Vaterhaus) 1942 Roman
- Na tot bereg. (An jenem Ufer) 1945 Roman

In deutscher Übersetzung:
- Die Triebachse. 1931, dt. Zürich. Ring-Verlag. A. G. 1933 (u. a.)
- Koks, Ziegel und Menschenkraft. Hamburg Berlin Hoym 1932
- Der große Weg. Verlag Kultur und Fortschritt Berlin, 1952